# Hemítea
Hemítea (en grec antic Ήμιθέα), va ser, segons la mitologia grega, una filla del rei Cicne, de la Tròade, i germana de Tenes, l'heroi epònim de Tenedos.
Hemítea vivia amb el seu germà a Tenedos quan els grecs van desembarcar a l'illa mentre anaven cap a la guerra de Troia. Tenes va voler impedir que desembarquessin llençant-los pedres, però va ser mort per Aquil·les, que el va ferir al pit. Llavors Aquil·les va perseguir Hemítea per violar-la, però la terra es va obrir davant d'ella i se la va empassar, aconseguint lliurar-se així del seu perseguidor.